# Melampyrum lineare
Melampyrum lineare är en snyltrotsväxtart som beskrevs av Jean-Baptiste de Lamarck. Melampyrum lineare ingår i släktet kovaller, och familjen snyltrotsväxter.

## Underarter
Arten delas in i följande underarter:
- M. l. latifolium
- M. l. pectinatum

## Bildgalleri

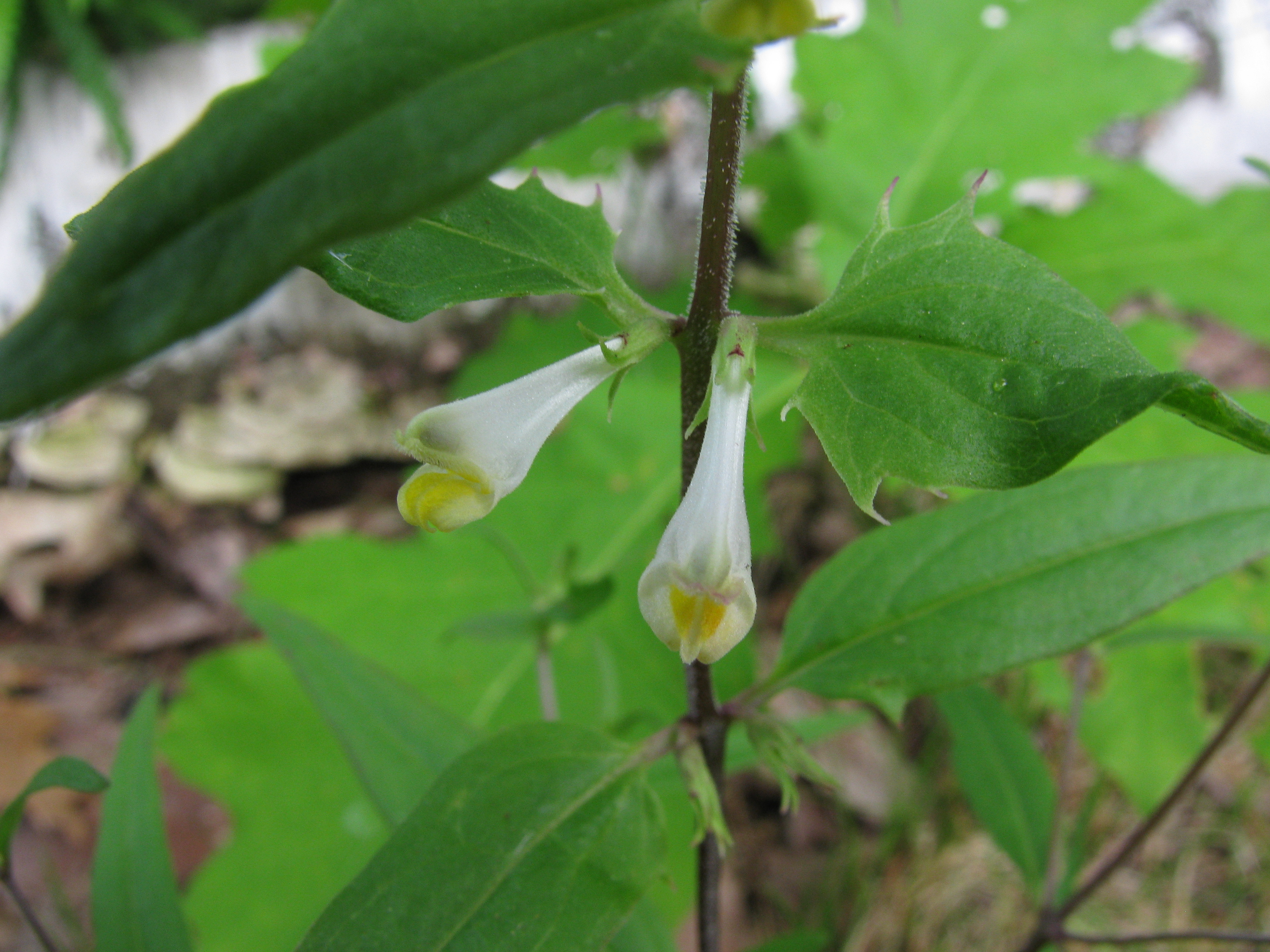
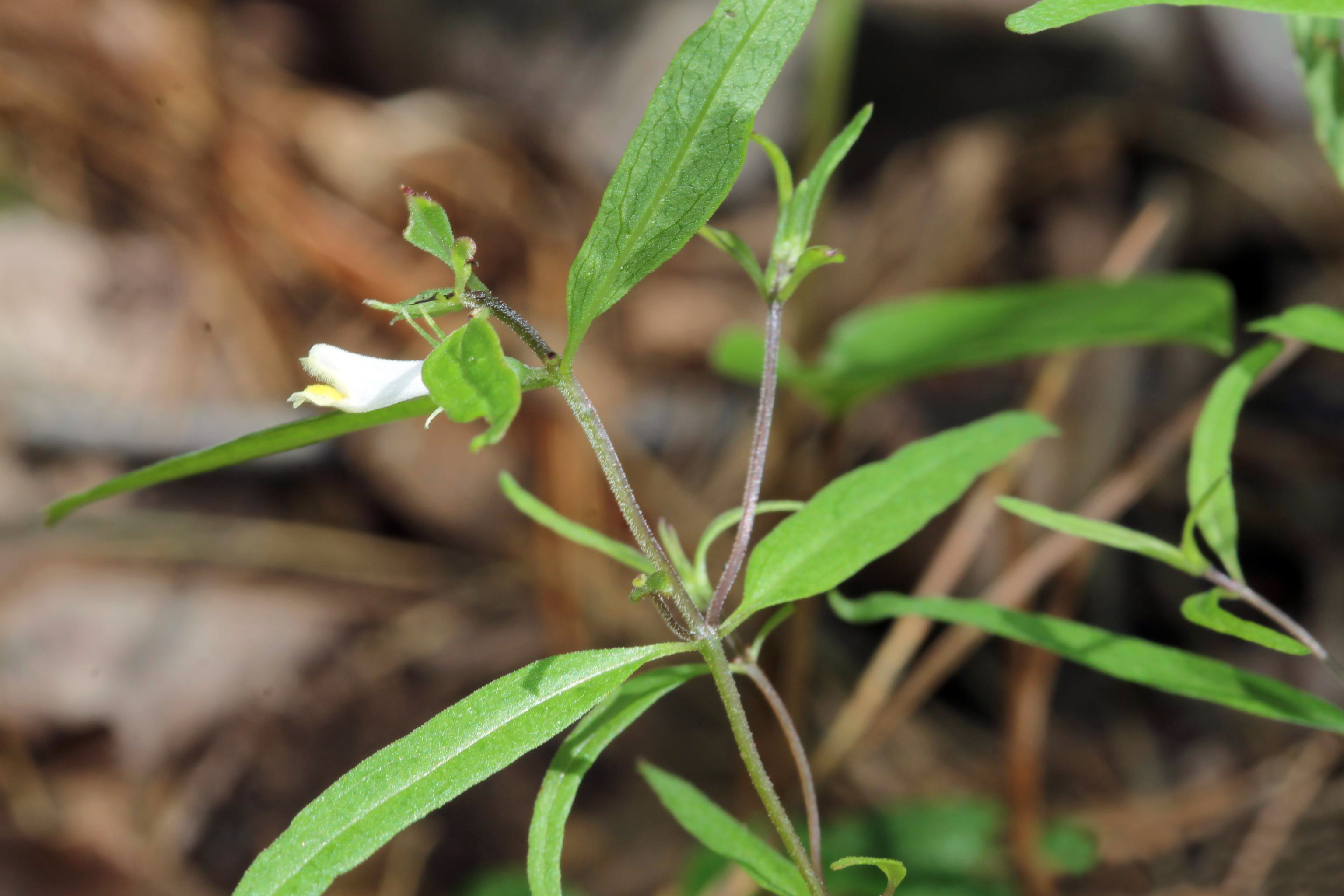
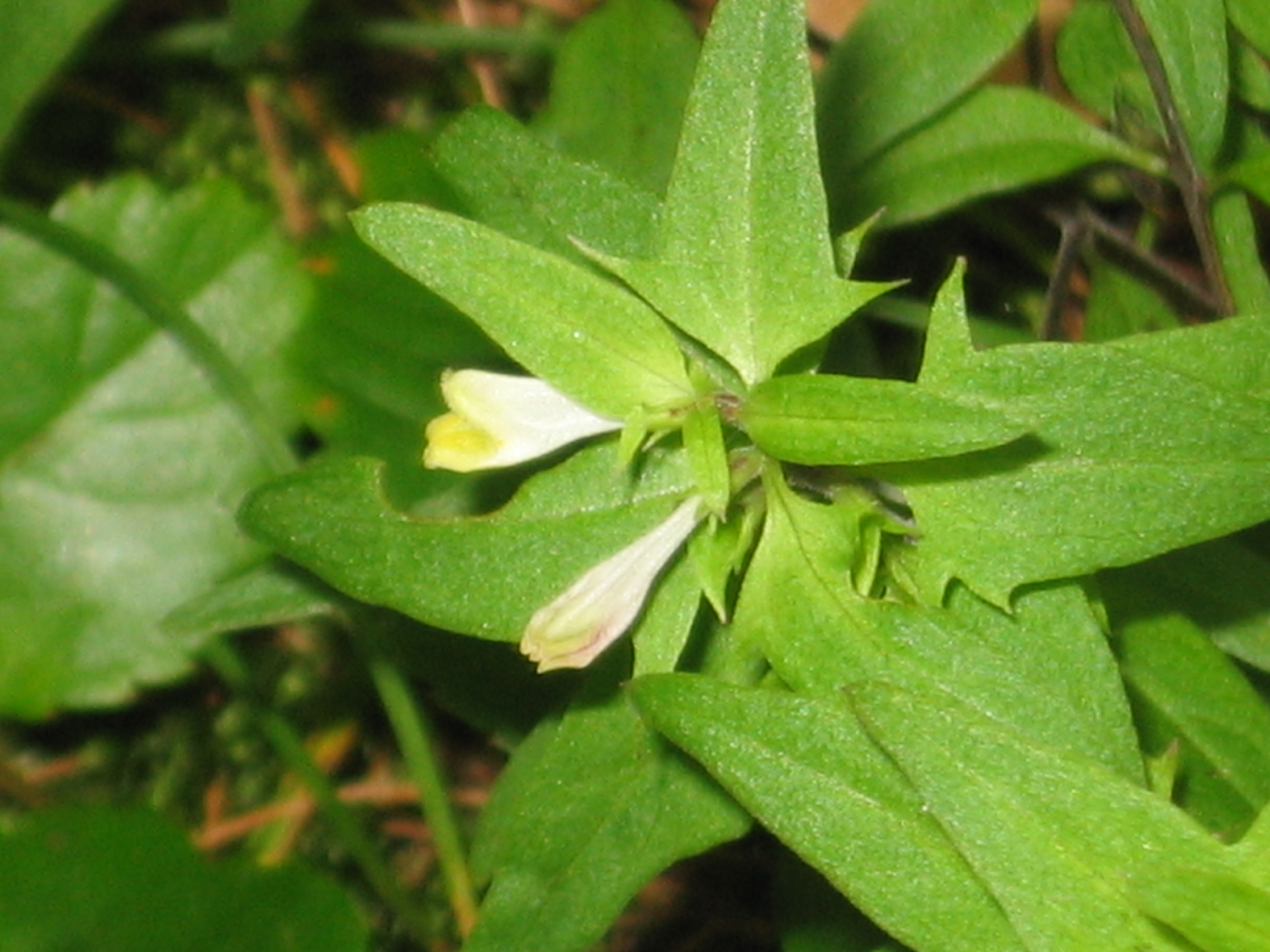